# Bębnikąt (Sułkowo)
Bębnikąt – przysiółek osady Sułkowo w Polsce, położony w województwie zachodniopomorskim, w powiecie stargardzkim, w gminie Stargard. Wchodzi w skład sołectwa Sułkowo.
W latach 1975–1998 przysiółek administracyjnie należał do województwa szczecińskiego.